# 青酸コーラ無差別殺人事件
青酸コーラ無差別殺人事件（せいさんコーラむさべつさつじんじけん）は、1977年（昭和52年）1月4日から2月半ばまで、東京・大阪で起こった無差別殺人事件。
青酸ソーダ入りのコカ・コーラを飲んだ会社員らが死亡した。毒入りコーラ事件とも呼ばれる。
犯人逮捕に至らないまま、1992年（平成4年）1月に公訴時効が成立し、未解決事件となった。

## 概要

### 第1の事件（東京）
1977年（昭和52年）1月3日午後11時半ごろ、東海道新幹線の列車食堂でアルバイトをしていた男子高校生（当時16歳、京都市在住）が、アルバイト先から宿舎へ戻る途中、品川駅近くの品川スポーツランド（現在の品川プリンスホテル：1978年（昭和53年）開業）正面にある公衆電話に置かれていた一見すると未開封に見えるコカ・コーラを拾い、宿舎に持ち帰った。
翌4日の午前1時すぎに飲んだところ、男子高校生は異様な味を感じ、すぐに吐き出し水道水で口をすすぐが、突然倒れてしまった。男子高校生は意識不明の重体となり、直ちに病院に運ばれ、胃洗浄などの救命処置が行われたが、まもなく死亡した。死因は青酸中毒だった。

### 第2の事件（東京）
同月4日の午前8時15分ごろ、前述の男子高校生がコーラを拾った電話ボックスから第一京浜を約600m北に行った歩道上で、作業員（当時46歳）が倒れているのが発見され、こちらも病院に運ばれたが死亡が確認された。死因は第一の事件と同様に青酸中毒であった。また、男性が倒れていた場所の近くには、男性が開栓したとみられるコーラのびんが発見され、残っていたコーラから青酸反応が検出された。
警察が周辺を捜索したところ、同日午後0時すぎごろ、作業員がコーラを拾った電話ボックスから約600m離れた品川区にある商店の赤電話に、青酸入りのコーラが置かれているのを発見した。それ以前にその商店の息子（当時15歳）が用事で出かける際にこのコーラを発見していたが、用事の後に飲もうと思いそのまま出かけたため、間一髪で難を逃れている。彼がコーラに毒物が入っていたことを知ったのは、用事から帰宅した時に警察官が来訪していたためであった。
警察は一連の事件を受け、同一犯の可能性が高いとみて、コーラが人気である若者世代や、青酸化合物を入手しやすい塗装業・加工業者をあたったが、物証に乏しく、犯人・犯行を特定できず、事件は謎を多く残したまま1992年（平成4年）1月4日午前0時（日本標準時・UTC+9）をもって公訴時効が成立し、未解決事件となった。

### 第3の事件（大阪）
東京の事件から約1か月後の2月13日午前6時20分ごろ、大阪府藤井寺市に住む会社員の男性（当時39歳）が出勤途中にたばこを買うため立ち寄った酒屋の公衆電話に、中身の入ったコーラのびんが置かれているのを発見し、同僚に止められたが、大丈夫と発言し飲んだところ突然意識不明に陥り病院に運ばれた。男性が飲んだコーラのびんからは青酸反応が検出された。男性は一命を取り留めたが、退院した翌日に自宅でガス自殺した。
遺書はなかったが、死の直前には家族などに「東京の事件を知っていたのにこのような事態になって世間に顔向けできない」と漏らしていたという。また、「誰もコーラを飲んだ場面を見ていない」「男性の出た症状には青酸中毒特有の症状がなかった」との報道もあった。

### 第4の事件?（東京）
翌日の2月14日、東京駅の八重洲地下街で、会社社長の男性（当時43歳）が階段のところにチョコレート40箱入りの紙袋が置かれているのを発見した。男性は、一連の青酸コーラ事件から「このチョコレートにはもしや…」と疑い、警察に届けた。
当初、警察では遺失物扱いされたが落とし主が出てこないため、製造者に返却した。製造会社がこれを調べたところ、製造番号が破りとられていたことから不審に思い、研究所で調べたところ青酸化合物が検出された。
製造者が再び警察に届け、無差別殺人事件として捜査したがこの件でも犯人逮捕はできなかった。またこのチョコレート箱には「オコレル ミニクイ ニホンジンニ テンチュウヲ クタス」（驕れる醜い日本人に天誅を下す）などと片仮名のゴム印による脅迫文らしきものが添付されていた。
この事件と第1～3の事件との関連性は不明である。

### 第5の事件?（東京）
同じく2月14日、東京駅の隣駅である神田駅のトイレでチョコレートを拾った男性がいた。彼は電車に乗るとこれを食べたが、意識不明となって秋葉原駅から救急車で病院に搬送された。病院では食中毒と診断される。幸いにも命に関わるようなものではなく、本人は意識が戻り翌日には退院している。
当時、これは同じ日に神田で発生した青酸チョコレート事件とは関連がないと思われていた。ただの食中毒という診断だったため警察への届けもなかったのである。しかし翌年になって神田の話が捜査員の耳に入り、拾った本人から提供されたチョコレートを分析したところ微量の青酸ナトリウムが含有されていたことが判明した。
手口は八重洲口のものと同様、銀紙を剥がしてチョコレートの裏を削り、青酸ナトリウムを混入させるものであった。

### 第6、第7の事件?（東京）
2件の青酸チョコレート事件を受けて警察が改めて捜査を行ったところ、2月14日以前にもチョコレートの入ったバッグが東京駅に置かれているのを見たと言う複数の証言があった。これらのチョコレートを置いたのは同一人物で、コーラに青酸を入れた犯人である可能性が高いと言われたが真相は判明していない。なお、このチョコレートについての詳細は不明。

## 事件の影響
当時まだ、250mlリターナブルボトルの自動販売機による販売は珍しくなかったが、この事件を契機に急速に数を減らし、有人店のセルフサービスとして数える程度が残った。

### 飲料製品の改良
このような事件を防ぐため、自動販売機で販売される飲料は、開封済みかどうかを一見して判別できる構造へと改良されていった。缶入りの飲料は、一度開けると戻せなくなるプルトップ式の構造へと変更され、そういった250mLまたは350mLのストレート缶が自動販売機の主流となった。
瓶入りの飲料も、一度開封すると封印のためのリング状の部分がちぎれて落ちることで開封の有無が判別できる構造（スクリューキャップボトル）が採用され、かつ缶用の自販機で扱える形状へと変更された。

### 再発防止の啓発
本事件を受けて、「その場で購入したもの以外の飲食物は決して拾い食いしない」よう呼びかける運動が起こった。
しかし、本事件の8年後、1985年（昭和60年）には本事件と類似したパラコート連続毒殺事件が発生し、同様の手口によって13名が死亡した。
また、2019年（令和元年）にも同じく劇物のパラコートが缶ビールに混入される事件が起きたが、購入者が飲む前に異変を発見したことで被害は防がれた。

## 備考
- 1997年から1999年にかけ、講談社から発行された『週刊 日録20世紀』の33号（この号では、1977年が取り上げられた）において、最初の2つの事件（本項目での“第1の事件”と“第2の事件”がこれに該当）が取り上げられ、被害者の実名も紹介された。

## 事件を題材にした作品
- 舞台『有栖川家の密やかな愉しみ』（楽劇座 / 作：関口純） - 不思議の国のアリスに登場する「eat me」「drink me」と本事件を関連づけて、コーラを飲んでしまった被害者の心の闇を描いている。
- 漫画『ドーベルマン刑事』（原作：武論尊・作画：平松伸二） - 「大都会の孤独!!」「新婦警沙樹ちゃん」の両エピソードは、本事件を基にしたストーリーである。
- 漫画『こちら葛飾区亀有公園前派出所』（秋本治） - コミックス第3巻「ゴキブリと両津の巻」（1977年初出）で、「今の世の中ぶっそうだ」とコーラやチョコを不審がって自分以外に毒見させようとするくだりがある。
- テレビドラマ『特捜最前線』（東映） - 1978年11月８日放送の第84話「記憶のない毒殺魔！」が本事件を基にした話となっている。